# Щукин, Николай Васильевич
Никола́й Васи́льевич Щу́кин (16 декабря 1953, Москва — 28 февраля 2024, Таллин) — первый советский частный галерист, коллекционер картин художников русского авангарда и современного искусства. Основатель Gallery Shchukin. В художественной среде известен под прозвищем «Русский пряник».
Член Московского методологического кружка (1972—1978), первый редактор книги мемуаров Георгия Щедровицкого «Я всегда был идеалистом».

## Биография

### Происхождение и семья
Родился в 1953 году в Москве. Происходит из сибирской ветви купеческой семьи Щукиных, является дальним родственником известных дореволюционных коллекционеров картин братьев Сергея и Петра Ивановича Щукиных. Дед Николая Щукина тоже увлекался коллекционированием — собирал древности Аккада, Шумера, Финикии, Древнего Египта, часть его коллекции перешла по наследству к внуку.

### Образование и первая профессия
В 1978 году окончил факультет психологии Московского государственного университета. В период учёбы (1972—1978 годы) являлся членом Московского методологического кружка и участником семинаров Мераба Мамардашвили.
По окончании учёбы начал работу в НИИ общей и педагогической психологии АПН СССР, параллельно занимаясь психоаналитической практикой. Заинтересовавшись историей советской психологии, начал записывать воспоминания отдельных деятелей науки. На основе записанных в 1979—1980 годах бесед с Георгием Щедровицким впоследствии вышла книга мемуаров последнего «Я всегда был идеалистом».

### Выставочная деятельность
В 1984 году окончил Московский полиграфический институт, спустя два года оставил психоаналитическую практику и переключился на организацию художественных выставок.
В 1987 году основал первый советский выставочный кооператив под названием «Русская коллекция» (следующий аналогичный кооператив, «М'АРС», возник спустя год). Кооператив впервые в СССР организовал выставку художников-нонконформистов, проведённую под впечатлением от успеха состоявшегося в 1988 году первого московского аукциона Sotheby’s. На мероприятии, проводившемся в Выставочном зале Краснопресненского района (Староконюшенный переулок, 39), экспонировались работы участников аукциона, куратором выставки была дочь философа Александра Зиновьева Тамара. В 1990 году «Русская коллекция» организовала выставку в Лондоне, где были представлены работы Александра Семёнова, Владимира Сулягина и других советских авангардистов.
В 1989—1994 годах Щукин сотрудничал в качестве консультанта по русскому искусству с галереями Annely Juda Fine Art, Roy Miles Gallery (обе — Лондон), агентством Saatchi & Saatchi. В 1995—1999 годах сотрудничал с Третьяковской галереей и Музеем Востока. В 1997 году основал Фонд национальных художественных коллекций.

### Gallery Shchukin
Название возникло в 2002 году на ярмарке «Арт-Москва». Постепенно галерея превратилась в международный проект: в 2006 году (по другим данным, в октябре 2013) был открыт филиал в Париже на Avenue Matignon, а в 2013 году филиал в Нью-Йорке (с весны 2014 занимает постоянное помещение в районе Челси на Манхэттене). Деятельность в Москве на данный момент свёрнута.
Умер 28 февраля 2024 года в Таллине.

## Коллекция картин
Формирование коллекции началась с подаренной в 1974 году картины Оскара Рабина. Целенаправленное собирание картин началось спустя четыре года с приобретения работы Сергея Шутова. Через какое-то время Щукину удалось стать владельцем большой группы образцов русского авангарда разных лет, собранной художником и историком искусства Николаем Гордеевым. Резонансной стала покупка коллекционером в 2013 году 18 картин «Американских флагов» грузинского художника Дэвида Датуны.
Помимо указанных авторов, в коллекции Щукина в настоящее время присутствуют творения и других современников: Юло Соостера, Михаила Рогинского, Анатолия Зверева, Андрея Щёлокова, Аладдина Гарунова, Владимира Мигачёва, Натальи Залозной, Игоря Тишина. Ранняя эпоха авангарда представлена работами Василия Кандинского, Казимира Малевича, Марка Шагала, Любови Поповой, Надежды Удальцовой, Александры Экстер, Ольги Розановой, Густава Клуциса и Эль Лисицкого. Помощь коллекционеру в работе с его собранием картин оказывает Мэтью Дратт.

### Рекомендуемая литература
- Plagens P. Art Review: Gallery Exhibitions of Inka Essenhigh, Michelle Grabner and Russian Avant-Garde Art (англ.) // The Wall Street Journal : журнал. — Нью-Йорк: News Corporation, 2014. — 24 October. — ISSN 0099-9660.